# Río Candelaria
Río Candelaria är en ort i Mexiko.   Den ligger i kommunen Candelaria Loxicha och delstaten Oaxaca, i den sydöstra delen av landet, 500 km sydost om huvudstaden Mexico City. Río Candelaria ligger 702 meter över havet och antalet invånare är 223.
Terrängen runt Río Candelaria är kuperad söderut, men norrut är den bergig. Terrängen runt Río Candelaria sluttar söderut. Runt Río Candelaria är det ganska tätbefolkat, med 86 invånare per kvadratkilometer. Närmaste större samhälle är San Pedro Pochutla, 17,7 km söder om Río Candelaria. Omgivningarna runt Río Candelaria är en mosaik av jordbruksmark och naturlig växtlighet.